# Кладбище мучеников в Эдирнекапы
Кладбище мучеников в Эдирнекапы (тур. Edirnekapı Şehitliği) — кладбище, расположенное в окрестностях Эдирнекапы, квартала в районе Фатих, в европейской части Стамбула (Турция). Он состоит из старой (исторической) и современной частей.

## История
Согласно преданию кладбище первоначально было образовано могилами османских воинов, павших во время второй османской осады и падения Константинополя в 1453 году, когда османский султан Мехмед II с триумфом вошёл в завоёванный город. Однако этому нет исторических или археологических доказательств, самые старые известные могилы датируются приблизительно 1600 годом. Кладбище расположено за пределами Эдирнекапы (буквально: Адрианопольские ворота), исторических ворот Харисия византийских стен, на вершине одного из шести холмов старого города.
На старой части кладбища, включая территорию известную как Мысыр Тарласы (тур. Mısır Tarlası, буквально: кукурузное поле), находятся могилы с XVI по начало XX века. Другая его часть состоит из двух участков: кладбища Эдирнекапы и кладбища Сакызагачи. Солдаты, которые сражались, были ранены в Русско-турецких войнах, Балканских войнах и Первой мировой войне и умерли в Стамбуле после госпитализации, были похоронены на кладбище Эдирнекапы. По данным властей Турции количество таких исторических могил составляет около 13 000.  
Для военнослужащих Сухопутных войск, Военно-морских сил и Военно-воздушных сил Турции, сотрудников полиции, пожарных и Turkish Airlines на кладбище есть свои отдельные участки.

## Известные захоронения
В старой части:
- Бакы (ум. 1600), поэт

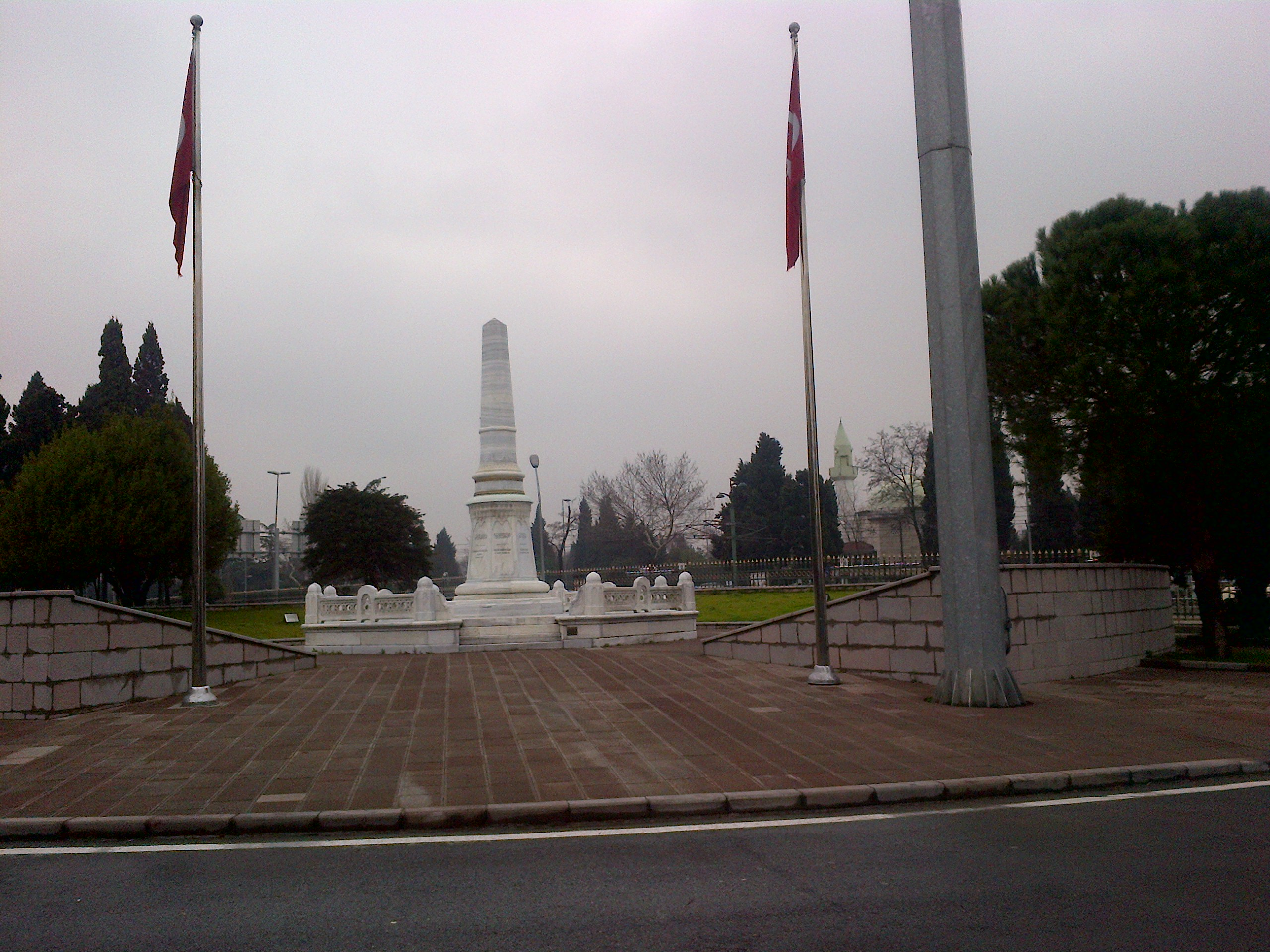
Мемориал павшим в Великой войне (Harb-i Umumi Şehitler Abidesi), открытый 30 августа 1926 года у входа на кладбище.

- Бухуризаде Мустафа Ытри (ум. 1711), композитор

В новой части:
- Мехмед Джемаледдин Эфенди (1848—1919), шейх аль-ислам Османской империи (1891—1909 и 1912—1913).
- Сулейман Назиф (1870–1927), поэт
- Юсуф Акчурин (1876–1935), турецкий националист
- Ахмед Тевфик Окдай (1845–1936), последний великий визирь Османской империи
- Лейла Саз (1850–1936), композитор
- Мехмет Акиф Эрсой (1873–1936), поэт
- Бруно Таут (1880–1938), немецкий архитектор (единственный немусульманин)
- Ведат Тек (1873–1942), архитектор
- Юнус Нади Абалыоглу (1878–1945), журналист
- Реджеп Пекер (1889–1950), премьер-министр Турции
- Дженгиз Топель (1934–1964), военный лётчик
- Огуз Атай (1934–1977), писатель
- Суат Хайри Ургюплю (1903–1981), премьер-министр Турции
- Рухи Сарыалп (1924–2001), легкоатлет, призёр Олимпийских игр